# Xian de Yongxing
Le xian de Yongxing (永兴县 ; pinyin : Yǒngxīng Xiàn) est un district administratif de la province du Hunan en Chine. Il est placé sous la juridiction de la ville-préfecture de Chenzhou.

## Démographie
La population du district était de 629 155 habitants en 1999.